# Añover de Tajo
Añover de Tajo es un municipio y localidad española de la provincia de Toledo, en la comunidad autónoma de Castilla-La Mancha. Cuenta con una población de 5354 habitantes (INE 2024).

## Geografía
El municipio se encuentra situado sobre un elevado cerro, cerca de la orilla derecha del río Tajo, en la comarca de La Sagra. Linda con los términos municipales de Aranjuez, en la provincia de Madrid, y Alameda de la Sagra, Borox y Villaseca de la Sagra en la de Toledo.
|                              | Norte: Alameda de la Sagra |                |
| Oeste: Villaseca de la Sagra |                            | Este: Aranjuez |
|                              | Sur: Aranjuez              |                |

Posee una buena vega por la que discurre la Real Acequia del Jarama y el río Tajo.

## Historia
La historia de Añover de Tajo comienza en la Edad Media, en un contexto de repoblación tardía de la zona tras la conquista castellana del Toledo islámico y su reino taifa, y una vez alejada la frontera con al-Ándalus lo suficiente como para proporcionar cierta seguridad a los nuevos habitantes. Sin embargo, antes de este momento, su término municipal albergó otros núcleos poblacionales repartidos por diferentes lugares a lo largo de los distintos periodos de la Historia. El presente capítulo, de una forma resumida, muestra un paseo por esa evolución histórica, desde la Prehistoria hasta el siglo XIX.

### Prehistoria
El valle del Tajo y las terrazas que lo bordean fueron determinantes para el asentamiento humano desde la Prehistoria. Dichas terrazas se fueron formando en diferentes etapas desde hace unos 400000 años hasta hace tan solo 8000 y supusieron los primeros hábitats de ocupación humana en la zona. Eran principalmente zonas de caza y despiece, y muestra de ello son algunos utensilios encontrados en diferentes puntos. Estos utensilios se fabricaban con piedra cuarcita y cuarzo filoniano mayoritariamente, y pertenecen sobre todo al periodo Achelense —amplia subdivisión del Paleolítico inferior— aunque también existen restos pertenecientes al Paleolítico superior, en este caso a los subperiodos Magdaleniense y Solutrense.
De época más reciente, lo que llamamos Edad de los Metales, también contamos con asentamientos. El Cerro San Gregorio, por ejemplo, estuvo ocupado en su día por poblaciones de la Edad del Cobre y la del Bronce (3000-1800 a. C. y 1800-750 a. C. respectivamente), y Barcilés, en la vega del Tajo, era un núcleo de población carpetano, pueblo celtíbero de la segunda Edad de Hierro (siglo V-siglo II a. C.)

### Edad Antigua
Barcilés, además, de una u otra forma, se ha mantenido como núcleo poblado a lo largo de la historia, también en época romana. Muestra de ello es una inscripción que hace referencia a un manantial de aguas con propiedades curativas. Se trata de un exvoto dedicado a las ninfas de Barcilés. Este enclave estaría relacionado con la explotación agraria de la vega y con la vía de comunicación que unía, por esta margen del río, las importantes ciudades de Toletum (Toledo) y Complutum (Alcalá de Henares).

### Edad Media
Tanto el mundo visigodo como el posterior periodo islámico resultan en muchas ocasiones difíciles de identificar arqueológicamente y nuestro caso no es una excepción. No contamos con asentamientos adscribibles a esos periodos con seguridad, pero la gran riqueza natural de la vega del Tajo, abundante por entonces en agua, caza, madera y con gran potencial para la agricultura, hace poco probable un intervalo de tiempo tan largo sin ocupación humana. Y nuevamente, Barcilés es el enclave que con más probabilidad mantuvo una ocupación continuada a lo largo de estas épocas. De hecho en el año 1086, nada más conquistar Alfonso VI Toledo a los musulmanes, figura como villa en un documento de donación, título por cierto que Añover no recibiría hasta el siglo XVII. Además todavía tendrán que pasar 136 años hasta que Fernando III, el rey santo, conceda la carta puebla por la que nace oficialmente Añover. Esto ocurrirá el 6 de enero de 1222. Antes, pero también en época cristiana, contamos con un nuevo enclave en el término municipal añoverano. En 1183 nace la encomienda calatrava de Alhóndiga que, junto con La Higuera y Borox, formará una importante posesión de esta orden militar en la zona que pervivirá a lo largo de la Edad Media.
La primera ubicación de Añover se localiza en el llamado “lugar de abajo”, junto al Cerro de la Vega, y su primera mención documental es del año 1140. De este modo cuando Fernando III otorga la carta puebla lo que hace en realidad no es dar comienzo a la ocupación del lugar sino dotar de legalidad a un hecho consumado. “Así a los presentes como a los venideros” concede el rey, a modo de normativa, el privilegiado Fuero de Toledo.
Los primeros edificios documentados textualmente son el castillo y el “cellero” de Añover y los molinos del Tajo, y de ninguno de ellos han quedado restos visibles. El castillo de Añover estaba situado sobre el Cerro de la Vega, pero no debemos imaginarlo como un gran castillo sino como una pequeña fortaleza o torre de vigilancia con una cerca que protegía el “cellero” o almacén de grano que luego se molía en los molinos del Tajo. Serviría de refugio a los habitantes de la aldea en caso de peligro y podía cumplir funciones de vigilancia ante un eventual ataque procedente del cercano castillo de Oreja (Ontígola). Este, poco después de la toma castellana de Toledo, fue reconquistado por los almorávides, convirtiéndose este tramo del Tajo en un campo de batalla entre los almorávides de Oreja y los castellanos de Aceca (Villaseca de la Sagra), donde existía otro castillo. La definitiva toma castellana de Oreja será en 1139, pero la tranquilidad en esta zona de frontera no llegará hasta mucho más tarde, por lo que la existencia de una torre de vigilancia y refugio sería muy útil.
Añover, como decíamos, nace oficialmente el 6 de enero de 1222, en el contexto de una repoblación tardía e la zona una vez alejada definitivamente la frontera hacia el sur. Sus primeros pobladores, atraídos por las posibilidades agrícolas y ganaderas del emplazamiento, y por las ventajas fiscales y legales que suponía el Fuero de Toledo, procedían fundamentalmente de Toledo, que en esta época veía aumentar su población significativamente. Mediante la carta puebla, que es un privilegio rodado garantizado con el sello real y confirmado por los prelados, grandes y primeros dignatarios del reino, el rey autorizaba la ocupación del lugar y confirmaba su término, pero se reservaba la propiedad de todo ello ofreciendo a los pobladores su tenencia y disfrute perpetuo, con posibilidad de transmitirlo a sus descendientes o a terceras personas incluso por compraventa. Y lo hacía a cambio de tres tributos: la décima parte de todos los frutos, diezmados antes de volver a hacerlo para la iglesia; el pago anual de una moneda de oro por cada buey de labor; y la prestación en las tierras del rey de tres jornales al tiempo de sembrar, barbechar y trillar. Además el rey se reservaba la pesca entre la isla de Cinco Yugos y Añover y el derecho de pasto para su vacada de Magán.
Aunque Añover nace como lugar de realengo, es decir propiedad del rey, en 1243 el mismo Fernando III lo cambia, mediante escritura de trueque y cambio, junto con la todavía no conquistada ciudad de Baza, al arzobispo de Toledo Rodrigo Jiménez de Rada por el señorío de los Montes de Toledo, hecho que será confirmado por otro documento en 1252. De este modo Añover se convertía en un señorío solariego cuya titularidad correspondía a la Iglesia de Santa María de Toledo representada por su arzobispo. Ésta lo explotará por vía de arrendamiento hasta que en el siglo XV, obligado por la mala gestión, el arzobispo Alonso Carrillo de Acuña constituya un censo enfitéutico perpetuo a cambio de una renta anual. Así aunque la iglesia toledana seguía siendo el titular del señorío, el titular del censo enfitéutico perpetuo era quien ejercía sus atribuciones, cobraba impuestos y se beneficiaba de los frutos y de los derechos señoriales. El primer titular de dicho censo enfitéutico en 1466 será, sospechosamente, Luis Carrillo, sobrino del arzobispo.
Es también en el siglo XV, y más concretamente durante su último tercio, cuando se produce el traslado de Añover desde “el lugar de abajo” a “el lugar de arriba”. Ello está motivado por haberse convertido el antiguo emplazamiento en malsano a causa de la humedad y de las crecidas del río, que por entonces discurría por la madre vieja, bastante más cerca del Cerro de la Vega que en la actualidad. Poco a poco los vecinos de Añover se van trasladando al lugar donde hoy se encuentra el pueblo y adonde se dirigían los nuevos colonos que llegaban. Ante este hecho Fernando el Católico en 1479 y la Justicia de Toledo en 1484 prohíben dicha práctica sin obtener ningún éxito, existiendo por entonces, un “Añover bajo” y un “Añover alto”.

### Edad Moderna
Será durante el siglo XVI cuando esta tendencia se confirme prevaleciendo el asentamiento en lo alto y estableciéndose con ello las bases para el desarrollo futuro de Añover. Por aquellos tiempos surgen o se consolidan costumbres y tradiciones que han perdurado hasta nuestros días, aunque en otros casos dichos usos se han perdido en el tiempo. Uno de los que nos ha llegado es el culto a San Bartolomé, que ya por entonces contaba con una ermita muy antigua en relación con su manantial y estaba dotada de una huerta. La fuente principal de conocimiento de los pueblos de España en aquella época son las Relaciones de Felipe II (VIÑAS Y PAZ, 1949), que para Añover llevan fecha de 1576. Gracias a ellas conocemos datos acerca de su población, que por entonces crece sustancialmente, de la existencia de una primitiva iglesia parroquial de Santa Ana de la que nada ha quedado, de la ruina del antiguo castillo del Cerro de la Vega o de los productos de la tierra. Estos eran principalmente trigo y cebada, aunque también se plantaban viñas y frutales. La centuria, por otra parte, se cierra con la promulgación de las primeras ordenanzas municipales de Añover en 1597.
El siglo XVII es un periodo clave para la historia de Añover. De hecho comienza con la fijación definitiva del nombre de “Añover de Tajo”. Ello se debe al nacimiento en 1601, en tierras de Salamanca, de un nuevo Añover: Añover de Tormes. Desde entonces para diferenciar uno de otro, en la documentación, se hace referencia a la pertenencia fluvial. El otro gran hito de la centuria y de la historia de Añover de Tajo es la obtención del título de villazgo. Este es concedido por Felipe IV en 1639 previo pago de 16000 ducados y supone el cambio de estatus jurídico de Añover de Tajo, que de lugar o aldea pasa a ser villa independiente de Toledo con su propia jurisdicción civil y criminal. En ella el vecindario elegirá desde entonces a sus autoridades libre y directamente, y la Justicia juzgará todos los casos en las dos instancias, pudiendo imponer penas incluso de muerte.
La Villa de Añover de Tajo conocerá en la centuria del Setecientos un periodo de relativa riqueza y prosperidad. En su transcurso se erige la actual iglesia parroquial —que no su torre que fue construida a mediados del siglo anterior—. La nueva iglesia, edificada entre 1728 y 1753 según proyecto del arquitecto Pedro Sánchez Román, sustituye a la antigua, que se encontraba en estado de ruina ya en 1683 hasta el punto de cerrarse al culto poco después, trasladándose las imágenes y oficios religiosos a las ermitas de la Vera Cruz y de San Bartolomé. Esta última y su cofradía viven por entonces su momento de mayor esplendor. Así en 1764 se adquiere el actual trono de plata realizado por el artista platero Manuel de Bargas. Durante este siglo se da el aumento y pujanza de la nobleza local. Destacan las familias de los Alcázar, Carmena, Cuellar, Horcasitas o Quintana, alguno de los cuales nos dejaron sus casonas con escudo nobiliario. Para el campo también es un buen momento. Se introducen nuevos cultivos como el sen o el espárrago, se construye en 1730 un nuevo puente sobre el arroyo de la Fuente del Valle para bajar a la vega —y poder enlazar con el camino real de Toledo a Aranjuez— y se crea la Real Acequia del Jarama en 1741.

### Edad Contemporánea
En el siglo XIX, una vez superado el paréntesis de la Guerra de Independencia contra los franceses, la primera mitad de siglo supone definitivamente el fin del antiguo régimen señorial. Queda abolido el señorío jurisdiccional de Añover, las obligaciones señoriales personales y los mayorazgos. También se reforman las formas de gobierno municipal. Finalmente, en 1848, los vecinos de Añover de Tajo acceden a la propiedad de sus bienes y medios de producción.

## Demografía
Cuenta con una población de 5354 habitantes (INE 2024).
| Gráfica de evolución demográfica de Añover de Tajo entre 1842 y 2021                                                  |
| |
| Población de derecho según los censos de población del INE. Población de hecho según los censos de población del INE. |

## Política
| Periodo   | Nombre                            | Partido |
| --------- | --------------------------------- | ------- |
| 1979-1983 | Francisco Javier González Carmena | PSOE    |
| 1983-1987 | Francisco Javier González Carmena | PSOE    |
| 1987-1991 | José Raúl Mena Castillo           | PSOE    |
| 1991-1995 | José Raúl Mena Castillo           | PSOE    |
| 1995-1999 | Alberto Villaseca Carmena         | PSOE    |
| 1999-2003 | Alberto Villaseca Carmena         | PSOE    |
| 2003-2007 | Alberto Villaseca Carmena         | PSOE    |
| 2007-2011 | Alberto Rodríguez Parra           | IU      |
| 2011-2015 | Alberto Rodríguez Parra           | IU      |
| 2015-2019 | Alberto Rodríguez Parra           | IU      |
| 2019-2023 | Alberto Rodríguez Parra           | IU      |
| 2023-act. | Rodrigo Moreno Contreras          | PSOE    |

## Patrimonio

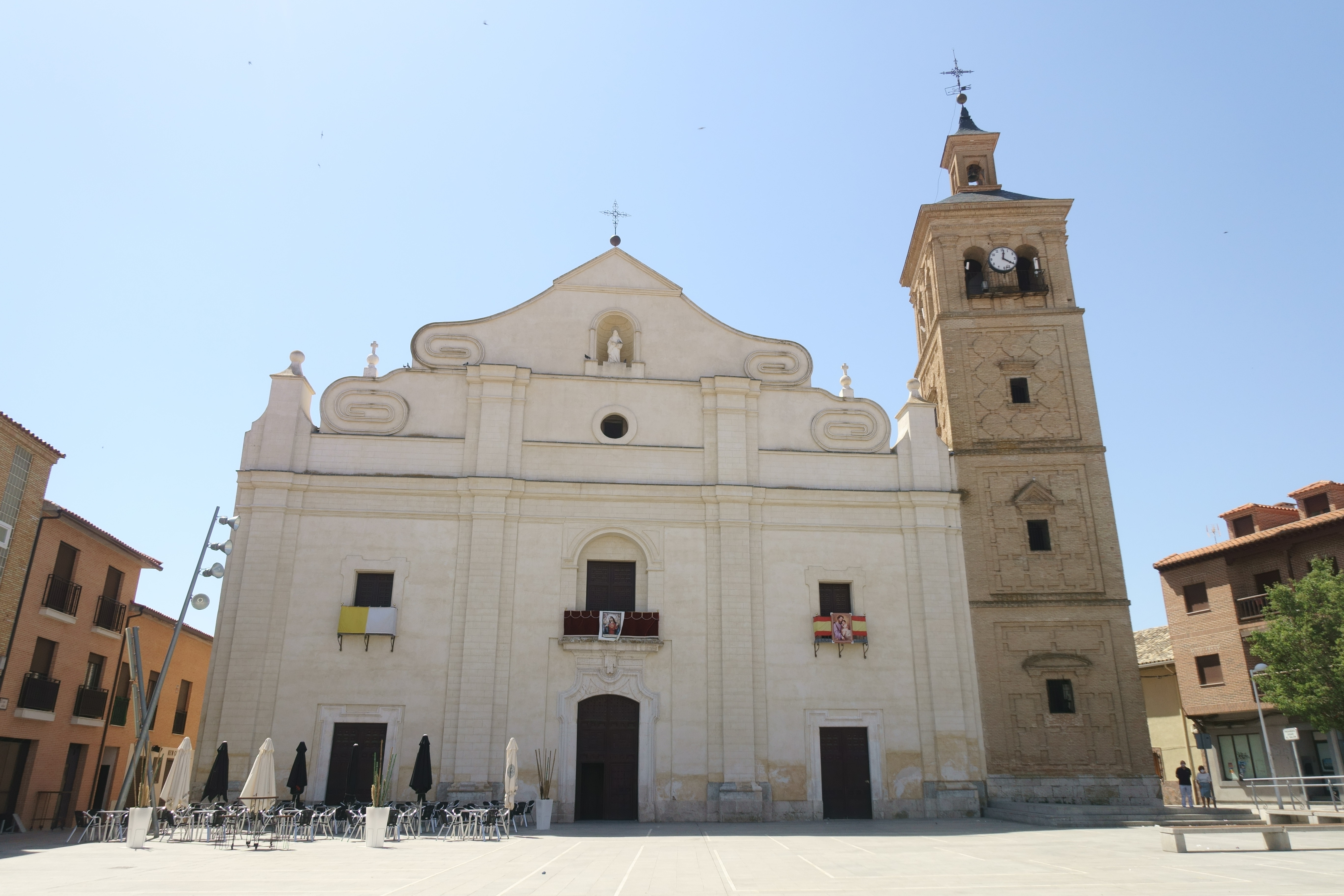
Iglesia de Santa Ana

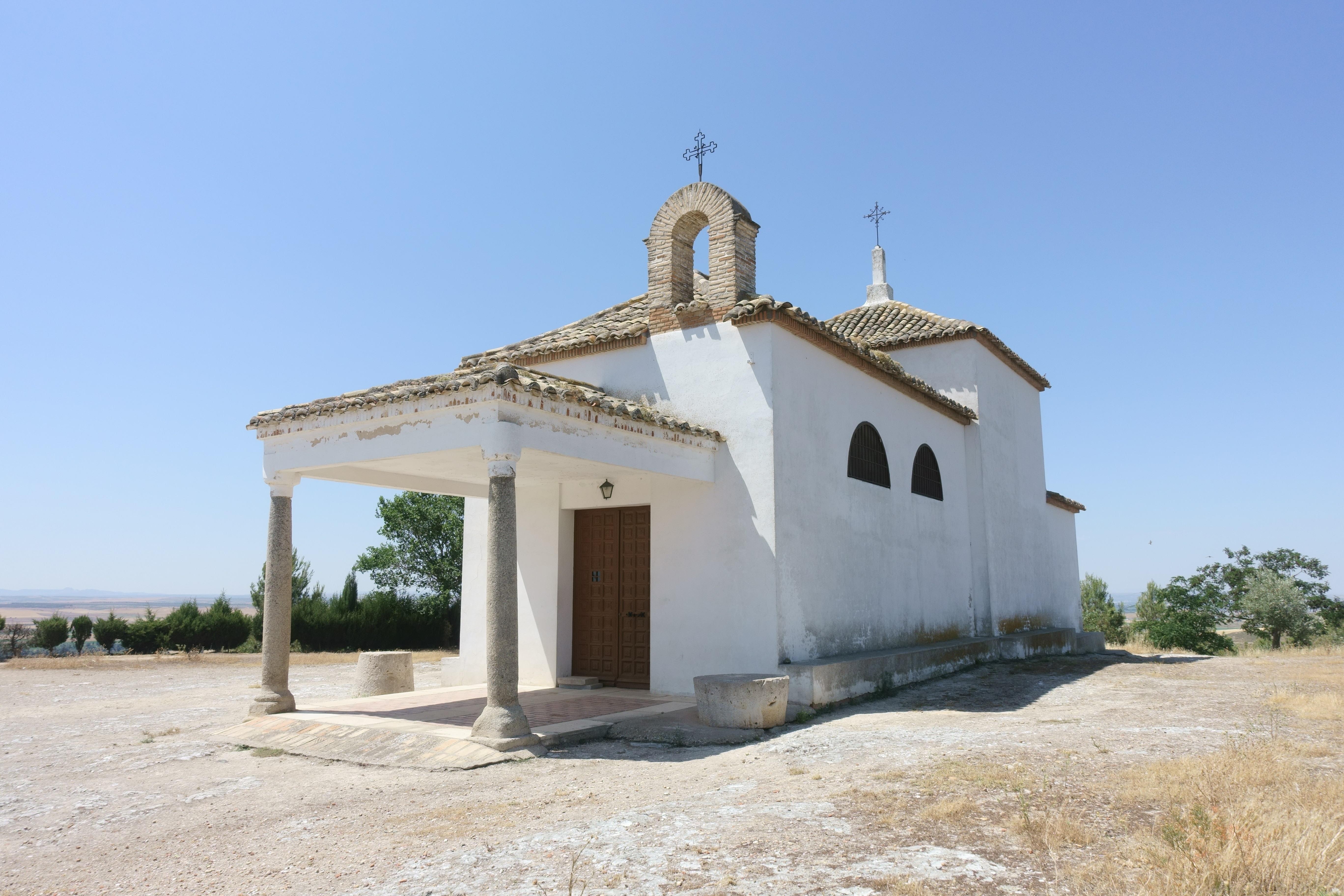
Ermita de la Virgen de la Soledad

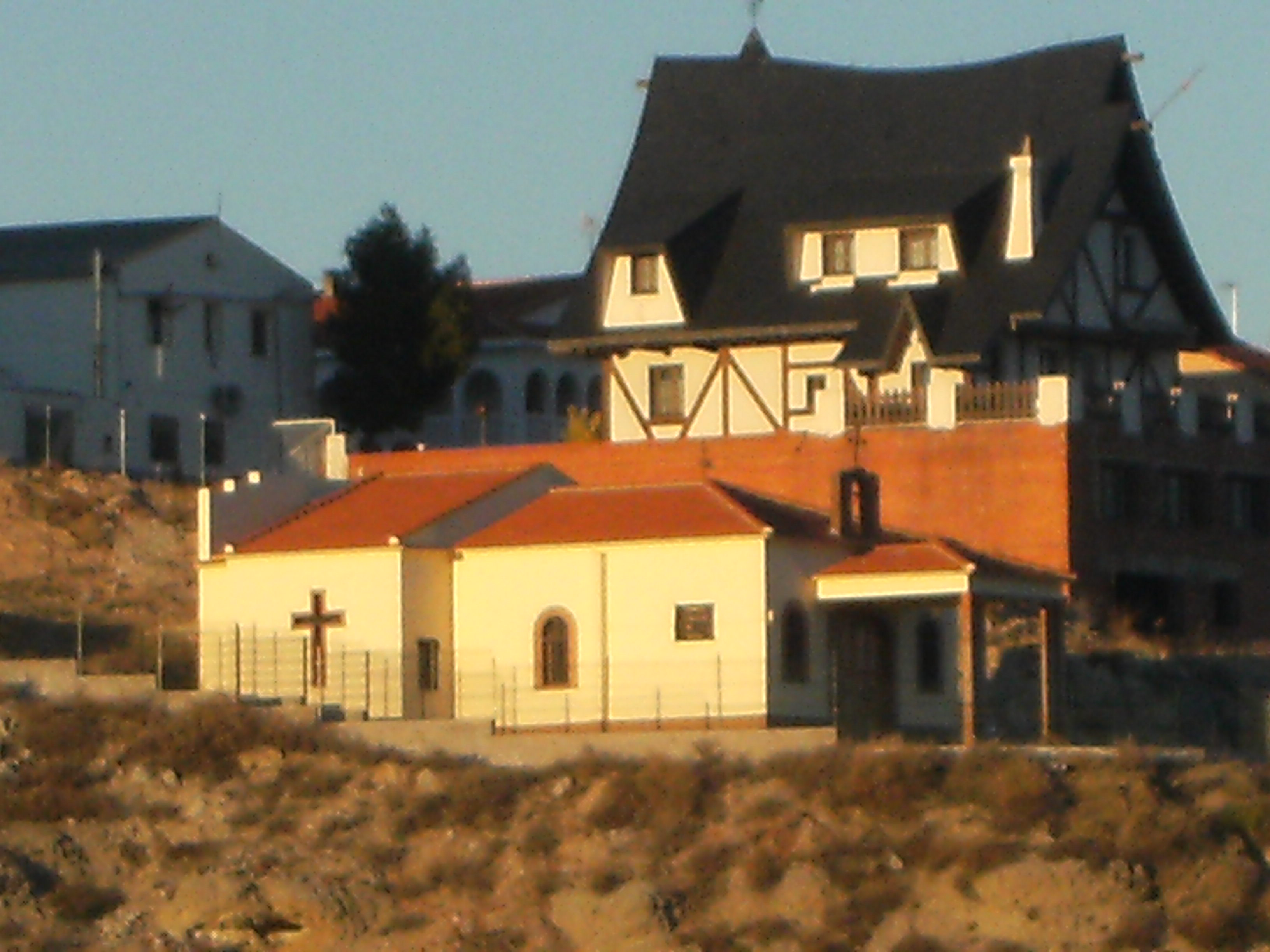
Ermita de la Virgen de la Vega

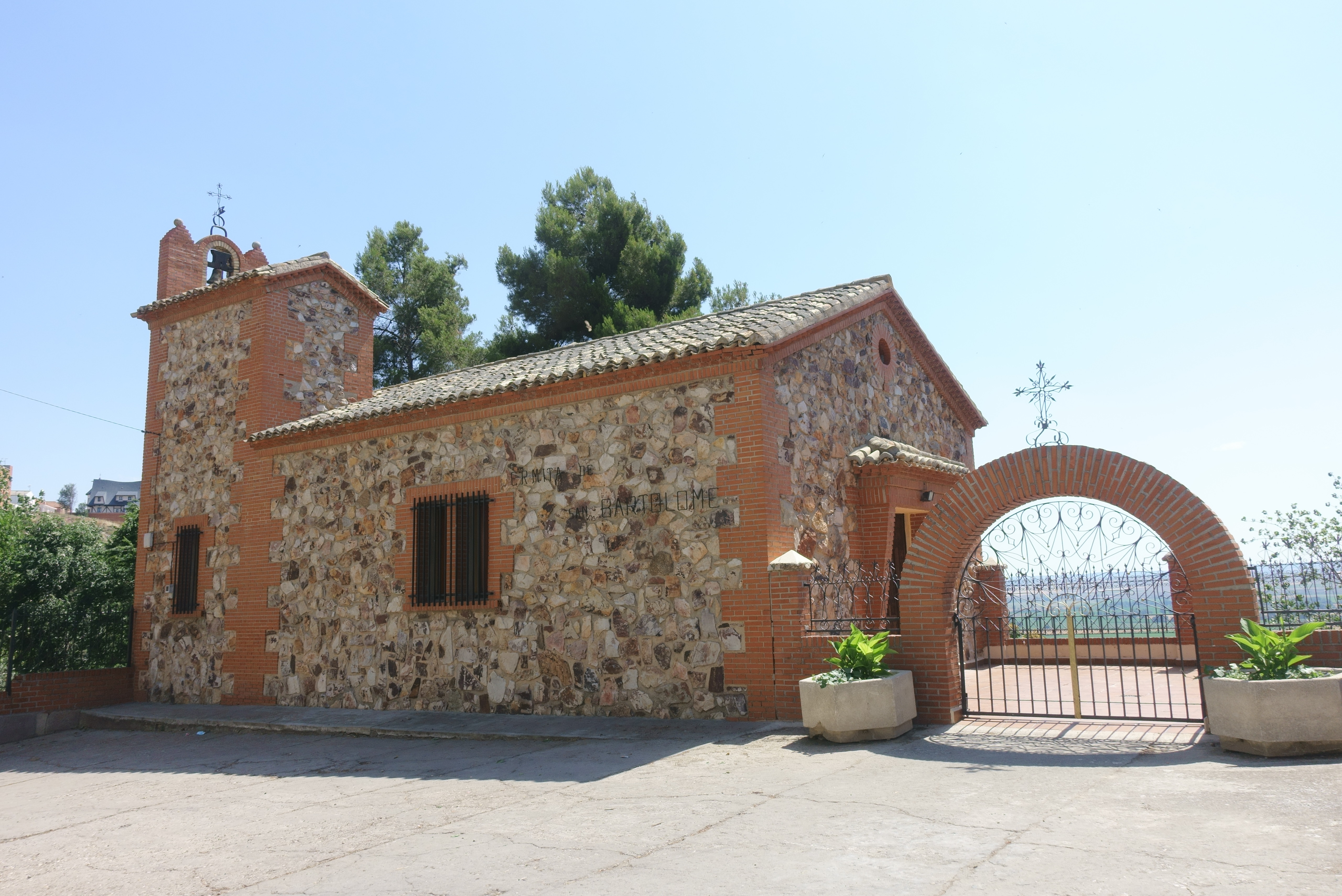
Ermita de San Bartolomé

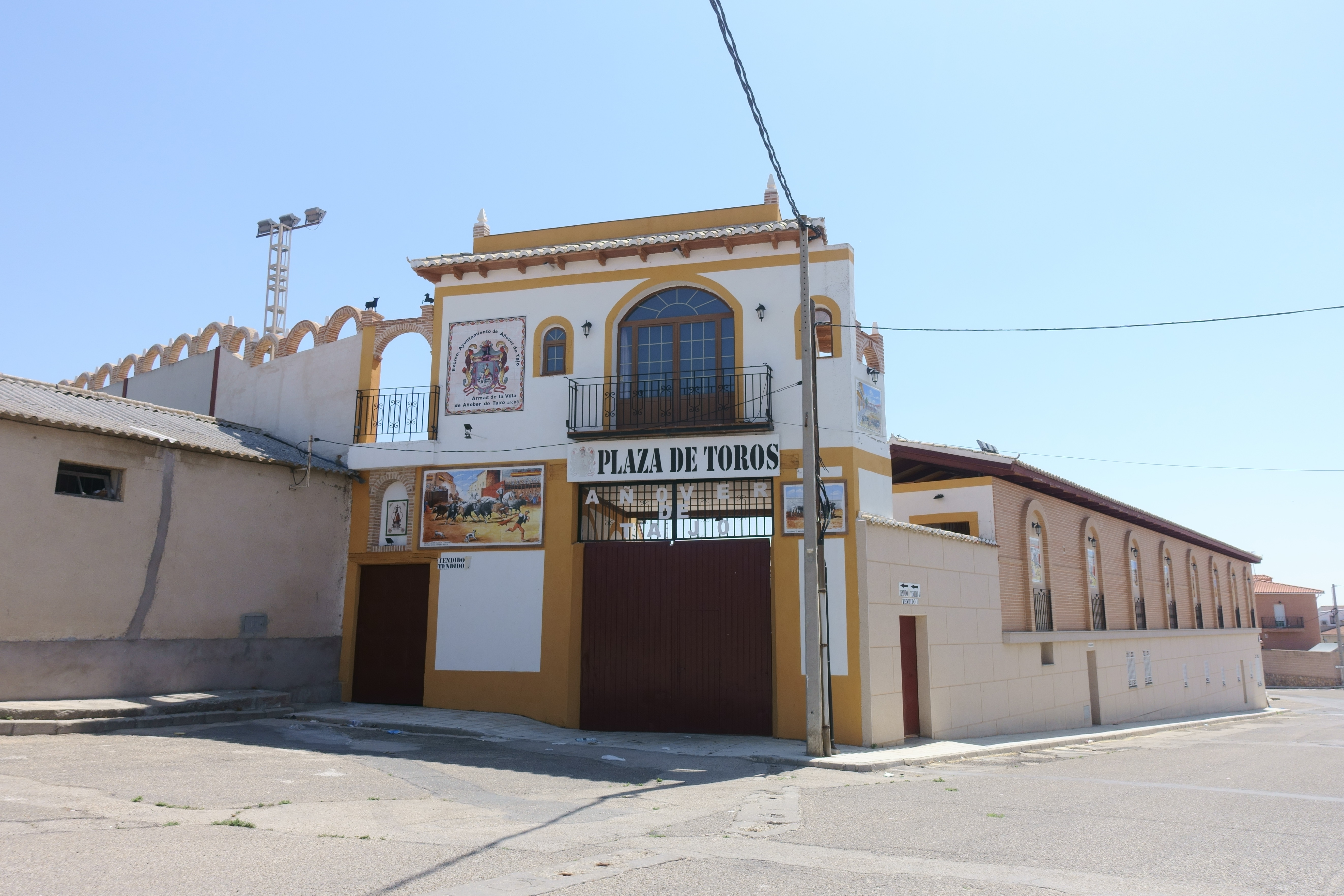
Plaza de toros

- Iglesia Parroquial de Santa Ana. Construida de 1727 a 1753, aunque su torre data del siglo XVII. El templo es de tres naves espaciosas, la capilla mayor se decoró con un grandioso retablo terminado en 1777. La torre se levantó entre los años 1653 a 1657, coronándose con su chapitel en 1788.
- Ermita de la Virgen de la Soledad. Se cree que es la ermita más antigua de las que existen en Añover, aunque son muy pocos los datos que se tienen del año de su construcción. Situada en un promontorio emblemático sobre un cerro y al poniente, a un lado de la Vega del Tajo al otro Valdelobos con sus pinares únicos en la Sagra.
- Ermita de la Virgen de la Vega. La actual ermita, se encuentra a la derecha de la Cuesta Vieja (antigua carretera), en lo alto del pueblo, entre pinos y cipreses, vigilando esa vega del Tajo que ha marcado el nacimiento del pueblo.
- Ermita del Patrón San Bartolomé. Se levantó en 1676 gracias a la limosna de los fieles y a la que dio el Consejo de este pueblo, consistente en 4.000 reales. Consta de una sola nave con su capilla mayor construida en 1795 por Pablo Caprani, en cuyo centro se levanta un retablo de escayola donde se halla la venerada imagen del Santo. Al entrar a la ermita, a su izquierda, se halla la escalera que da acceso a la cueva en que, por cinco aberturas naturales de las breñas, destila la prodigiosa agua con que se lavaba a los enfermos. Como se relata desde 1840, las aguas de San Bartolomé podrían tener la cualidad de curar enfermedades, por lo que se lavaba a diferentes personas para curar roturas y quebraduras del cuerpo. Esa ermita antigua se derrumbó. La actual, en el mismo solar, es del siglo XX.
- Plaza de España. Desde siempre ha sido el sitio de reunión por excelencia. En ella se celebraron durante años los festejos taurinos, fiestas populares y espectáculos diversos. En la actualidad, rodeada por el Ayuntamiento, la Iglesia Parroquial de Santa Ana, el Centro Cívico Manuel Escribano, entidades bancarias, bares y locales comerciales, es el lugar desde donde parten las comparsas en Carnaval, las bicicletas en el Día de la Bici y los participantes de la Diana. En la plaza se lanzan los cohetes que indican el comienzo de las Fiestas, se instala el árbol luminoso en Navidad y se realiza la subasta el día de la Virgen de la Vega, es decir es el centro neurálgico de la villa.
- Plaza de Toros Villa de Añover de Tajo. Es una plaza sexagenaria de tercera categoría con un aforo para 3500 personas y cuya estructura se encuentra en parte incrustada en las casas que se encuentran a su alrededor. Según se dice la actual plaza de toros, conocida como la del “Tío Venancio” comenzó a fraguarse en 1947. Tras varios años y 17.500 pesetas invertidas, se inauguró en 1951 con un festival con reses de Eugenio Ortega para los diestros Domingo Ortega, Agustín Parra “Parrita”, Antonio Bienvenida, Pablo Lozano y Vargas. En noviembre de 1989, el Ayuntamiento adquirió la plaza en propiedad, iniciando la restauración de las distintas dependencias. En el número de julio de la revista Vanity Fair, en su edición norteamericana, aparece en portada el futbolista inglés del Real Madrid David Beckham retratado por Annie Leibovitz en este emplazamiento.[5]

## Cultura
La población cuenta con una banda de música llamada Agrupación Musical San Bartolomé. Fue fundada el 18 de julio de 1965 por Ramón Doblado Rodríguez y actualmente la dirige Diana Gómez. Cuenta con más de 60 componentes en los que se mezcla la veteranía de los primeros componentes con el entusiasmo de los numerosos jóvenes que se encuentran en ella desde hace menos tiempo. La banda ameniza todas las fiestas y eventos de Añover y algunos de otras zonas de la comarca de La Sagra.
Destacaba también el Coro Fernando III, fundado en el año 2000 y que tuvo cerca de una treintena de componentes. Realizaba varios conciertos en Añover a lo largo del año, además de acudir a distintos compromisos, tales como bodas, misas, conciertos y encuentro de corales. Dejó de tener actividad hace varios años.
La Asociación Cultural Siglo XXII, con más de 200 socios, es la asociación más grande de la localidad. Durante el verano de 2008 tuvo lugar su reaparición en el mundo de la cultura con la presentación del musical Jesucristo Superstar en Añover y en otros pueblos de la provincia. Desde entonces su actividad no ha cesado, destacando el estreno a finales de 2009 del musical Mamma Mía! cantado con voz en directo, el cual tras una amplia gira por la provincia realizó su última representación el 8 de enero de 2011 en el prestigioso Teatro de Rojas de la capital castellano-manchega consiguiendo un lleno absoluto y muy buenas críticas por parte de los espectadores.

## Fiestas
- San Blas, 3 de febrero.

- Carnaval, fin de semana anterior al Miércoles de Ceniza.

- Semana Santa, marzo o abril, dependiendo el año.

- Virgen de la Vega, Lunes de Pascua.

- Semana Cultural, última semana de abril.

- Feria del Caballo, normalmente en julio. Fiesta con aire andaluz en la que numerosos vecinos y vecinas de la localidad se visten con trajes típicos flamencos para pasear por las calles del municipio sobre caballos y carretas adornadas, además de para disfrutar junto a las casetas situadas en la Plaza de España de las actuaciones musicales que la 'Asociación Amigos de la Garrocha' organiza para la ocasión.

- Santa Ana, 26 de julio. Patrona de la localidad, su celebración se extiende durante varios días dependiendo el año. El día grande se realiza la misa y procesión en honor a Santa Ana, teniendo lugar una mascletá fin de fiestas a la medianoche.

- Ferias y Fiestas de San Bartolomé, del 23 al 28 de agosto. Son las fiestas más importantes del año, en las cuales el pueblo se viste de gala para recibir a cientos de visitantes con motivo de la Fiestas de su Patrón, el apóstol San Bartolomé. Son seis días cargados de fiesta, música, color, alegría, desenfreno y diversión, en los que presenciarás fuegos artificiales, procesiones, conciertos, festejos taurinos, destacando por encima de todo la tradicional y conocidísima "Diana" que durante más de tres horas recorre las calles de la localidad al ritmo de la música, el encierro vespertino en el que se dan cita más de 7000 personas, el colorido desfile de carrozas, en el que los artistas locales dan a conocer sus mejoras obras o las noches de fiesta al ritmo de las orquestas, grupos de rock y macrodiscotecas que acompañan las distintas zonas de baile.

- Santa Cecilia, 22 de noviembre. Celebración organizada por las agrupaciones musicales de la localidad con motivo del día de su Patrona.